# ザルツカンマーグート線
ザルツカンマーグート線（ザルツカンマーグートせん、Salzkammergutbahn）は、オーストリア連邦鉄道（オーストリア国鉄）の鉄道路線である。路線番号は、アトナング＝プーフハイム以北が171、以南が170となっており、両者は系統が完全に分離されている。アトナング＝プーフハイム以北区間は非電化区間で、ハウスルック鉄道（Hausruckbahn）とも呼ばれる。

## 歴史
ザルツカンマーグート鉄道の歴史は岩塩採掘と密接に関連している。鉄道開通の以前にも、バートアウスゼー、バートイシュル、エーベンゼーで精製される塩は、トラウン川の水運で運搬された。最初の建設計画はハルシュタット湖とトラウン湖の連結の目的にも立てられた。当時グムンデンは馬車鉄道リンツ - グムンデン線の終点で、塩はそこで船から鉄道に運搬された。1869年12月9日に最初の建設はエーベンゼー - シュテーク間蒸気機関車向けの鉄道について許可され、軌道間隔は馬車鉄道と同じ1106 mmであった。エーベンゼー＝イシュル＝シュテーク鉄道会社は1872年に工事を開始して、1873年に完工を目標とした。しかし1873年経済危機の際、資金調達の銀行が破産して、1874年7月商工省は建設許可の効力喪失を宣言した。
1875年5月27日に皇太子ルドルフ鉄道（k.k. privilegierte Kronprinz Rudolph-Bahn, KRB）はシュタイナッハ - シェルディング間鉄道建設の許可を獲得した。エーベンゼー＝イシュル＝シュテーク鉄道会社の既存施設・装備はKRBが義務として引き受けた。既存線路は標準軌で再び建設された。建設プロジェクトはフォン・ロェスル（Friedrich Ritter von Lössl, 1817~1907）が指導・監督して、気圧高度計を使って路盤高度の軽減を企画した。ビショップ-ゼルダ線の接続駅シュタインナフタリン駅と皇后エリザベス鉄道本線の接続駅アットナング・プーフハイム駅でも施設拡張は必要であった。シュタイナッハ - シェルディング間、およそ179 kmの鉄道では1877年10月23日に定期運行の旅客列車が最初に通行した。鉄道施設使用に関するペアジュ協定（Peage-Vertrag）により既存ルドルフ鉄道の路線網、ザルツカンマーグート鉄道、皇后エリーザベト鉄道のゼルツタール-シュタイナッハ区間の共同使用が保証された。オーストリア帝国鉄道は1884年に、この路線を含めて、KRBの路線網を引き受けた。
ザルツカンマーグート鉄道の開通後、フランツヨゼーフ一世は一定な時期にバートイシュルの夏休み別荘へ向かって、1891年から固有の御乗用列車がこの鉄道を経由した。その故に、1908年にアットナング - バートイシュル間全ての駅では機械式連動装置が設置されて、その区間に閉塞方式の保安装置は導入された。ザルツブルク方面の地方鉄道の場合、イシュル貨物駅 - 停車駅区間は市内トンネルを含めて四線軌道で共有区間となった。第一次世界大戦の開始以前に直通列車はプラハ、カールスバート、ミュンヘン、レーゲンスブルク、フランクフルト方面に通行した。1918年と1919年には列車運行が石炭不足のため極度に制限された。
1920年代にシュタイアーマルク州-アットナング＝プーフハイム間に電車線設置工事が実行された。1921年に連邦鉄道はシュテルン・ウント・ハフェアル交通会社と電力施設に関する契約を締結した。参加した電気会社はブラウン・ボベリのオーストリア法人、ジーメンスのオーストリア法人、AEG連合体で、それぞれの区間で部分的にカテナリー方式の架線工事を実行した。1923年に12月に電気機関車はバートアウスゼー駅で試しに運転されて、電化工事は1924年6月24日に完了した。電力はシュテルン・ウント・ハフェアル交通会社が運営するシュテーク発電所から供給されている。
1940年に西部鉄道の電化により両側の電車線はアットナング＝プーフハイム駅で連結された。1959年にシュタイナッハ＝イルドニング駅の電車線はエンス谷線の電車線と接続された。
1980年代にハウスルックトンネルの底を低くする工事は電化の予備工事として実行され、トンネルの軌道はコンクリートで固定された。
2000年代に運転指令所および信号装置の現代化が進んで、運転指令所は非電化区間のリート、アンティーゼンホーフェン、オットナング＝ヴォルフスエックで設置された。2010年代に、オットナング＝ヴォルフスエック駅、リート駅、ザンクトマルティン駅、アンティーゼンホーフェン駅を除いて、非電化区間の駅は乗降場に降格された。一方、2018年以降に電化区間の駅施設が1億7000万ユーロの資金で現代化されて、信号装置・分岐器は再設置され交通弱者向けの乗降場は改築された。2018年バートアウスゼー駅の改修が完了して、2023年まで14箇所の駅施設が改築された。

## 運行形態

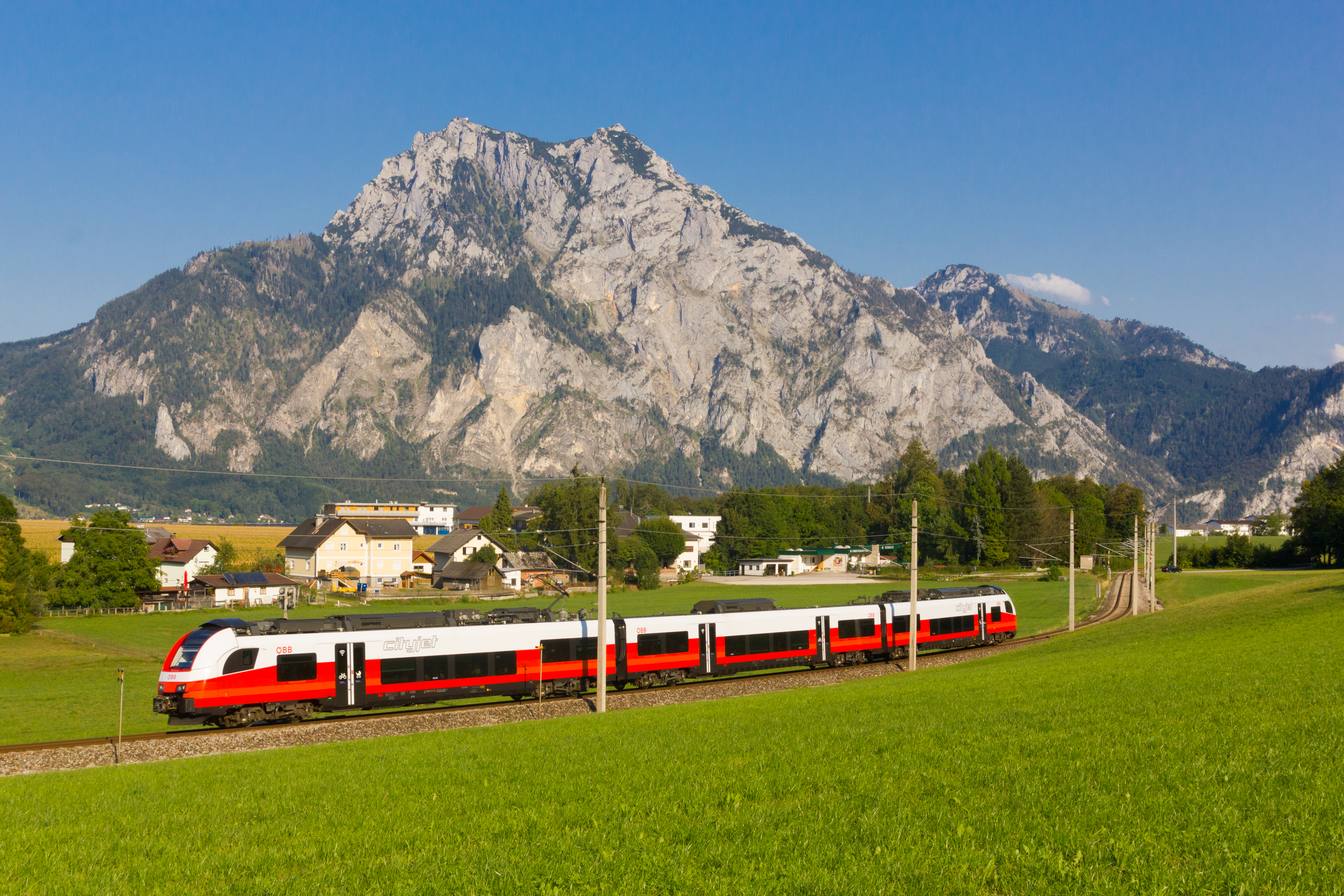
アルトミュンスターを通過する列車 (2018年)

シュタイナッハ＝イルドニング - バート・アウスゼー間はシュタイアーマルク州運輸連合（Verkehrsverbund Steiermark）の運賃制が適用される区間である。バート・アウスゼー - シェルディング間の運賃は上オーストリア州運輸連合（Oberösterreichischer Verkehrsverbund）が担当する。

### 特急「インターシティ」(IC)
- ザルツカンマーグート号：シュタイナハ＝イルドニング - アットナング＝ブーフハイム - ウィーン[16]
1日1往復の運行。シュタイナハ以北は西部線に直通する。
2020年末に運行を開始した。2021年度は、エーベンゼーを通過し、代わりにエーベンゼー・ランドゥングスプラッツに停車していた。2021・2022年度は土曜・休日限定の運行であった。

### 快速「レギオナルエクスプレス」(REX)
- アットナング＝プーフハイム - シュタイナハ＝イルドニング
2時間に1本の運行。日中はアットナング始発であるが、午後は多くが西部線のリンツまで直通する。オーバートラウン以南は各駅に停車し（ただしコッペンブリュラーヘーレは春・夏に一部列車が、秋・冬に全列車が通過）、ローカル輸送を担っている。また、シュタイナハで、エンスタール線グラーツ方面の特急に接続する。これに加え、休日には、特急と同じ停車駅で運行する快速が4時間に1本増発される。
過去の運行形態
2019年以前は、特急と同じ停車駅の列車が運行していなかった。ピュルク、エーベンゼー、トラウンキルヒェン、ピンスドルフ、ヴァンクハムは全て停車であった他、ゴイゼルン、ラウフェン、ミッターヴァイセンバッハに停車する列車もあった。
2020年度より、ミッターヴァイセンバッハは全て通過となった。
2023年度より、ゴイゼルンとラウフェンは全て通過となった。
2024年度より、特急と同じ停車駅の快速が土曜・休日に運行する様になった。

- アットナング＝プーフハイム → シュタイナハ＝イルドニング　【平日運行】
平日限定で、一日片道1本の運行。停車駅が変則的で、シュテーク・ゴーザウ以北の各駅に停車する一方で、バート・アウセー以南の停車駅が少なく、バート・ミッテルンドルフとシュタイナハ＝イルドニングにしか停車しない。
2023年度以前は、現在と同じ停車駅で、普通列車として運行していた。

### 普通
区間ごとに運転系統が分かれる。
- アットナング＝プーフハイム - オーバートラウン＝ダハシュタインヘーレン（- シュタイナハ＝イルドニング）
2時間に1本の運行。大部分はオーバートラウン以北の運行だが、1日1 - 3往復に限り、シュタイナハまで運行される。日中はアットナング始発であるが、午後は多くが西部線のリンツまで快速として直通する。
- アットナング＝ブーフハイム - シェルディング
平日は2時間に1本の運行で、午後は増発され1時間に1本の運行となる。休日は1日4 - 5往復の運行。
過去の運行形態
2015年以前は、平日は終日2時間に1本、休日は午前中を除き2時間に1本の運行であった。ラングヴィース、ラーンシュタインも大部分が停車していた。
2015年末に減便が行われ、平日は午前中に4時間程度列車が運行されない時間帯があり、休日は1日3 - 4往復のみの運行となった。
2019年末に、休日の本数が一日4 - 5往復に増発された。
2020年末に、平日に増発され、終日2時間に1本（午後1時間に1本）の運行となった。
2021年末に、ラングヴィース、ラーンシュタインの2駅が旅客営業休止となり、全列車通過となった。

## 駅一覧
駅と営業キロ、停車列車、接続路線などを示す。
- 種別
  - IC：特急
  - REX：快速
  - R：普通
- 停車駅
  - ■印：全列車停車
  - ●印：大部分停車、一部通過
  - ○印：大部分通過、一部停車
  - ｜印：全列車通過

| 路線名 | 駅名                                                         | 駅間営業キロ | 累計営業キロ             | 累計営業キロ           | IC | REX | R  | 接続路線                                                                    | 所在地                   | 所在地                       |
| ------ | ------------------------------------------------------------ | ------------ | ------------------------ | ---------------------- | -- | --- | -- | --------------------------------------------------------------------------- | ------------------------ | ---------------------------- |
| 170    | シュタイナハ＝イルドニング駅                                 | -            | シュタイナハ旧駅から 0.4 | アットナングから 107.2 | ■  | ■   | ■  | エンスタール線（ザンクト・ミヒャエル方面、チューリッヒ/フランクフルト方面） | シュタイアーマルク州     | リーツェン郡                 |
| 170    | ピュルク駅                                                   | 3.3          | 3.7                      | 103.9                  | ｜ | ●   | ■  |                                                                             | シュタイアーマルク州     | リーツェン郡                 |
| 170    | タウプリッツ駅                                               | 6.0          | 9.7                      | 97.9                   | ■  | ●   | ■  |                                                                             | シュタイアーマルク州     | リーツェン郡                 |
| 170    | シーフルークシャンツェ・クルム駅（季節営業 *2）              |              | (10.8)                   | (96.8)                 | ｜ | ｜  | ｜ |                                                                             | シュタイアーマルク州     | リーツェン郡                 |
| 170    | バート・ミッテルンドルフ駅                                   | 4.9          | 14.6                     | 93.0                   | ■  | ■   | ■  |                                                                             | シュタイアーマルク州     | リーツェン郡                 |
| 170    | バート・ミッテルンドルフ＝ハイルブルン駅                     | 1.5          | 16.1                     | 91.5                   | ■  | ●   | ■  |                                                                             | シュタイアーマルク州     | リーツェン郡                 |
| 170    | カイニシュ駅                                                 | 7.1          | 23.2                     | 84.4                   | ■  | ●   | ■  |                                                                             | シュタイアーマルク州     | リーツェン郡                 |
| 170    | バート・アウスゼー駅                                         | 6.6          | 29.8                     | 77.8                   | ■  | ■   | ■  |                                                                             | シュタイアーマルク州     | リーツェン郡                 |
| 170    | オーバートラウン＝コッペンブリュラーヘーレ駅（夏季のみ営業） | 7.9          | 37.7                     | 69.9                   | ｜ | ●   | ｜ |                                                                             | オーバーエスターライヒ州 | グムンデン郡                 |
| 170    | オーバートラウン＝ダハシュタインヘーレン駅                   | 3.2          | 40.9                     | 66.7                   | ■  | ■   | ■  |                                                                             | オーバーエスターライヒ州 | グムンデン郡                 |
| 170    | ハルシュタット駅                                             | 2.3          | 43.2                     | 64.4                   | ■  | ●   | ●  |                                                                             | オーバーエスターライヒ州 | グムンデン郡                 |
| 170    | オーバーゼー駅                                               | 3.1          | 46.3                     | 61.3                   | ｜ | ○   | ■  |                                                                             | オーバーエスターライヒ州 | グムンデン郡                 |
| 170    | シュテーク＝ゴーザウ駅                                       | 4.1          | 50.4                     | 57.2                   | ■  | ■   | ■  |                                                                             | オーバーエスターライヒ州 | グムンデン郡                 |
| 170    | バート・ゴイゼルン駅                                         | 3.3          | 53.7                     | 53.9                   | ■  | ■   | ■  |                                                                             | オーバーエスターライヒ州 | グムンデン郡                 |
| 170    | ゴイゼルン・ヨートシュヴェフェルバート駅                     | 2.3          | 56.0                     | 51.6                   | ｜ | ｜  | ■  |                                                                             | オーバーエスターライヒ州 | グムンデン郡                 |
| 170    | ラウフェン駅                                                 | 2.0          | 58.0                     | 49.6                   | ｜ | ｜  | ■  |                                                                             | オーバーエスターライヒ州 | グムンデン郡                 |
| 170    | バート・イシュル駅                                           | 5.5          | 63.5                     | 44.1                   | ■  | ■   | ■  |                                                                             | オーバーエスターライヒ州 | グムンデン郡                 |
| 170    | ミッターヴァイセンバッハ駅（休止中 *1）                      |              | (68.0)                   |                        | ｜ | ｜  | ｜ |                                                                             | オーバーエスターライヒ州 | グムンデン郡                 |
| 170    | ラングヴィース駅（休止中 *3）                                |              | (71.9)                   |                        | ｜ | ｜  | ｜ |                                                                             | オーバーエスターライヒ州 | グムンデン郡                 |
| 170    | ラーンシュタイン駅（休止中 *3）                              |              | (74.7)                   |                        | ｜ | ｜  | ｜ |                                                                             | オーバーエスターライヒ州 | グムンデン郡                 |
| 170    | シュタインコーゲル駅                                         | 13.0         | 76.5                     | 31.1                   | ｜ | ○   | ■  |                                                                             | オーバーエスターライヒ州 | グムンデン郡                 |
| 170    | エーベンゼー駅                                               | 3.0          | 79.5                     | 28.1                   | ■  | ■   | ■  |                                                                             | オーバーエスターライヒ州 | グムンデン郡                 |
| 170    | エーベンゼー・ランドゥングスプラッツ駅                       | 1.0          | 80.5                     | 27.1                   | ｜ | ●   | ■  |                                                                             | オーバーエスターライヒ州 | グムンデン郡                 |
| 170    | トラウンキルヒェン・オルト駅                                 | 3.6          | 84.1                     | 23.5                   | ｜ | ○   | ■  |                                                                             | オーバーエスターライヒ州 | グムンデン郡                 |
| 170    | トラウンキルヒェン駅                                         | 1.9          | 86.0                     | 21.6                   | ｜ | ●   | ■  |                                                                             | オーバーエスターライヒ州 | グムンデン郡                 |
| 170    | アルトミュンスター・アム・トラウンゼー駅                     | 4.7          | 90.7                     | 16.9                   | ■  | ■   | ■  |                                                                             | オーバーエスターライヒ州 | グムンデン郡                 |
| 170    | グムンデン駅                                                 | 4.6          | 95.3                     | 12.3                   | ■  | ■   | ■  | グムンデン市電（フォルヒドルフ方面）                                        | オーバーエスターライヒ州 | グムンデン郡                 |
| 170    | ピンスドルフ駅                                               | 2.3          | 97.6                     | 10.0                   | ｜ | ●   | ■  |                                                                             | オーバーエスターライヒ州 | グムンデン郡                 |
| 170    | アウラハキルヒェン駅                                         | 4.3          | 101.9                    | 5.7                    | ｜ | ○   | ■  |                                                                             | オーバーエスターライヒ州 | グムンデン郡                 |
| 170    | ヴァンクハム駅                                               | 3.7          | 105.6                    | 2.0                    | ｜ | ●   | ■  |                                                                             | オーバーエスターライヒ州 | フェクラブルック郡           |
| 170    | アットナング＝プーフハイム駅                                 | 2.0          | 107.6                    | 0.0                    | ■  | ■   | ■  | 西部線（ウィーン方面、ザルツブルク方面）                                    | オーバーエスターライヒ州 | フェクラブルック郡           |
| 171    | レーエン＝アルテンザム駅                                     | 3.4          | 111.0                    | 3.4                    |    |     | ■  |                                                                             | オーバーエスターライヒ州 | フェクラブルック郡           |
| 171    | ヴォルフスヒュッテ駅                                         | 2.4          | 113.4                    | 5.8                    |    |     | ■  |                                                                             | オーバーエスターライヒ州 | フェクラブルック郡           |
| 171    | オットナング＝ヴォルフスエック駅                             | 4.9          | 118.3                    | 10.7                   |    |     | ■  |                                                                             | オーバーエスターライヒ州 | フェクラブルック郡           |
| 171    | ベルゲルン駅                                                 | 2.9          | 121.2                    | 13.6                   |    |     | ■  |                                                                             | オーバーエスターライヒ州 | フェクラブルック郡           |
| 171    | ホルツライテン駅                                             | 3.2          | 124.4                    | 16.8                   |    |     | ■  |                                                                             | オーバーエスターライヒ州 | フェクラブルック郡           |
| 171    | ハウスルック駅                                               | 4.3          | 128.7                    | 21.1                   |    |     | ■  |                                                                             | オーバーエスターライヒ州 | リート・イム・インクライス郡 |
| 171    | エーバーシュヴァング駅                                       | 4.0          | 132.7                    | 25.1                   |    |     | ■  |                                                                             | オーバーエスターライヒ州 | リート・イム・インクライス郡 |
| 171    | オーバーブルン駅                                             | 3.3          | 136.0                    | 28.4                   |    |     | ■  |                                                                             | オーバーエスターライヒ州 | リート・イム・インクライス郡 |
| 171    | リート・イム・インクライス駅                                 | 4.6          | 140.6                    | 33.0                   |    |     | ■  | インクライス線（ノイマルクト方面、ジムバッハ方面）                          | オーバーエスターライヒ州 | リート・イム・インクライス郡 |
| 171    | バート・リート駅                                             | 2.0          | 142.6                    | 35.0                   |    |     | ■  |                                                                             | オーバーエスターライヒ州 | リート・イム・インクライス郡 |
| 171    | アウロルツミュンスター駅                                     | 4.6          | 147.2                    | 39.6                   |    |     | ■  |                                                                             | オーバーエスターライヒ州 | リート・イム・インクライス郡 |
| 171    | ザンクト・マルティン・イム・インクライス駅                   | 4.9          | 152.1                    | 44.5                   |    |     | ■  |                                                                             | オーバーエスターライヒ州 | リート・イム・インクライス郡 |
| 171    | ハルト・イム・インクライス駅                                 | 3.3          | 155.4                    | 47.8                   |    |     | ■  |                                                                             | オーバーエスターライヒ州 | リート・イム・インクライス郡 |
| 171    | アンティーゼンホーフェン駅                                   | 3.7          | 159.1                    | 51.5                   |    |     | ■  |                                                                             | オーバーエスターライヒ州 | リート・イム・インクライス郡 |
| 171    | ディートリヒスホーフェン駅                                   | 3.2          | 162.3                    | 54.7                   |    |     | ■  |                                                                             | オーバーエスターライヒ州 | シェルディング郡             |
| 171    | ズーベン駅                                                   | 4.1          | 166.4                    | 58.8                   |    |     | ■  |                                                                             | オーバーエスターライヒ州 | シェルディング郡             |
| 171    | ゴッパーディング駅                                           | 4.7          | 171.1                    | 63.5                   |    |     | ■  |                                                                             | オーバーエスターライヒ州 | シェルディング郡             |
| 171    | シェルディング駅                                             | 3.0          | 174.1                    | 66.5                   |    |     | ■  | ヴェルス - パッサウ線（ヴェルス方面、パッサウ方面）                         | オーバーエスターライヒ州 | シェルディング郡             |

- (*1) 2019年12月に旅客営業休止[17]。
- (*2) 2021年の時刻表に駅の記載がない[18]。
- (*3) 2021年12月に旅客営業休止[19]。